# 真田春香
真田 春香（さなだ はるか、1988年6月6日 - ）は、日本のAV女優。ファイブプロモーション所属。

## 人物・略歴
2006年12月に『LOVE＆HONEY』でクリスタル映像よりAVデビュー。2007年7月に『SELL☆DEBUT』でkira☆kiraよりセルデビュー。
2009年11月7日（土）ホットバーニングでの撮影会を最後に引退。
2011年2月25日発売の、復活 超越BODYの、熱い接吻と抱擁 真田春香で、AV女優として復帰。
趣味は絵を描くこと。特技は編み物、掃除。

## 出演作品
撮りおろし作品
2006年
- LOVE＆HONEY（12月17日、クリスタル映像）

2007年
- 女乳（1月20日、クリスタル映像）
- コスプレ召使い（2月23日、クリスタル映像）
- スーパーボディ家庭教師（3月18日、クリスタル映像）
- A級乳犯（4月7日、クリスタル映像）
- 痴女と陵辱（5月25日、クリスタル映像）
- 巨乳×爆乳 GRANDPRIX DX（6月29日、クリスタル映像）
- SELL☆DEBUT（7月25日、kira☆kira）
- ENDLESS☆PISTON（8月25日、kira☆kira）
- DOUBLE☆Gcup（9月25日、kira☆kira）共演:香坂杏奈
- 無国籍凌辱 アジアに犯された女 真田春香（10月7日、アタッカーズ）
- E-BODY（12月13日、E-BODY）

2008年
- 爆乳バスターズ なるほどTHE乳の祭典!（1月1日、アイデアポケット）共演:はるか悠、佐藤百合
- パイパンハイパーデジタルモザイク（2月13日、MOODYZ）
- W女教師 レイプ 輪姦（3月13日、MOODYZ）共演:松嶋れいな
- 黒人と乱交 真田春香（4月1日、MOODYZ）
- 乳魂 巨乳猥褻 真田春香（5月7日、桃太郎映像出版）
- 鬼イカセ 真田春香（5月16日、レアル・ワークス）
- 激しいピストンで突くたびに揺れる乳（5月19日、イエロー）
- kira☆kiraALLSTARS 極上BODY☆巨乳乱交（5月19日、kira☆kira）共演:飯島夏希、雨音しおん、春名えみ、一ノ瀬あきら
- 淫語痴女のザーメン狩り 真田春香（6月1日、ワンズファクトリー）
- ドリーム学園12 6時間完全版（6月1日、MOODYZ）共演:竹内あい、紅音ほたる、早川瀬里奈、白石さゆり、青山菜々、春妃いぶき、田中亜弥、蜜井とわ、綾香
- Gcup 95cm 奇跡の超絶BODYでチ○ポヌキまくり（6月5日、ディープス）
- みんな大好き巨乳先生 はるか先生（6月7日、グラフィス）
- E-BODY 真田春香 Second（6月13日、E-BODY）
- 巨乳コギャルズオフィスレディー（6月19日、イエロー）共演:飯島夏希、澄川ロア、堀口奈津美
- Gカップ監禁ぶっかけ（6月27日、メディアステーション）
- 接吻や乳首を舐められながら手コキされた僕。 3（7月1日、ワンズファクトリー）他多数出演
- 素人AneギャルHEAVEN 4時間 2（7月18日、ケイ・エム・プロデュース）他出演:緋咲優、綾瀬みさ、吉沢アコ
- マン汁がドクドクあふれちゃうの。（7月19日、乱丸）
- 手コキでベロちゅ～3（7月19日、イエロー）オムニバス作品 他出演:彩花ゆめ、永瀬あき、葉月奈穂、蜜井とわ、風間ゆみ、羽田夕夏、七海りん、美島遥、北島玲、芽衣奈、堀口奈津美
- ヒップ大好きしょう太くんのHなイタズラ（8月7日、グローリークエスト）
- 競泳水着Fetishism（8月8日、ビッグモーカル）他出演:赤西涼
- 脱ぎたてホクホクパンティー手コキ&フェラ（8月19日、イエロー）他出演:辻さき、浜崎りお、風間ゆみ、妃乃ひかり、飯島夏希、星優乃、永瀬あき、高瀬七海、澄川ロア、堀口奈津美、愛菜りな
- 月刊エロボディ（8月22日、マックス・エー）
- 平●綾の憂鬱（9月12日、TMA）
- 欲しがるオンナ（9月15日、ワープエンタテインメント）
- 美人OLのランチタイム 6 オフィス街の肉欲交尾（9月18日、グローリークエスト）他出演:西本はるみ、芹沢優華
- これが噂の痙攣薬漬け 単体ヴァージョン 5（9月18日、ナチュラルハイ）
- みるスポ!（9月25日、みるきぃぷりん♪）
- 真田春香ちゃん、芽衣奈ちゃん タオル一枚 男湯入ってみませんか?HARD（10月9日、SODクリエイト）共演:芽衣奈
- プチ裸出 Disc.11（10月9日、ナチュラルハイ）
- E-BODY SPECIAL（10月13日、E-BODY）共演:SHIHO、妃乃ひかり、橘ゆめみ
- マジックミラー号逆ナンパ in三浦海岸（11月6日、ディープス）共演:石川みずき、南まりん、芽衣奈
- BOIN 真田春香 95-Gカップ（11月8日 隼エージェンシー）
- GLAMOUROUS（11月17日、レアル・ワークス）
- Gカップキャリアウーマン牝上司､輪姦レイプ調教オフィス。（11月19日、クロス）
- 隣の巨乳お姉さんは僕だけの家庭教師（12月4日、アイエナジー)
- 触獣丸呑みアクメ（12月18日、SODクリエイト）
- 東京FUNKYギャル 14（12月26日、ピエロ）

2009年
- ボイン大好き亀市爺さんのHなイタズラ 七（1月1日、グローリークエスト）
- 究極の妄想お仕事シリーズ 真田春香、南まりん、桃咲まなみがやって来る巨乳銭湯の番台になった!（1月8日、ROCKET）共演:南まりん、桃咲まなみ
- 連続中出し凌辱輪姦（1月25日、ダスッ!）
- 純愛レズビアン 10（2月27日、ピエロ）共演:大塚咲
- 全裸系巨乳水泳部チチショー2（3月7日、プレミアム）共演:辻さき、七瀬ゆうり、牧野くるみ、桃咲まなみ
- レズビアンベロちゅー（12月10日、YeLLOW）他多数出演

2010年
- 快楽中毒 M痴女W（1月20日、STAR PARADISE）共演:水嶋りこ
- 爆乳レズビアン（2月1日、MOODYZ）共演:大塚咲
- STAR★Girls（2月5日、クリスタル映像）共演:	月野りさ、小澤マリア、浜崎りお、愛内あみ、渋谷梨果、沢木樹里、愛菜りな、ひなのりく
- kira☆kira SPECIAL HEAT ISLAND 〜太陽の下で灼熱大乱交〜（2月19日、kira☆kira）共演:松嶋れいな、桜庭ハル、ERIKA
- 素人童貞クンにご奉仕SEX 引退SPECIAL（4月19日、kira☆kira）

2011年
- 復活 超越BODYの、熱い接吻と抱擁（2月25日、 美）
- 留守中、妻貸し出します。（4月7日、タカラ映像）
- WHITE&BLACK いつでもどこでも24時間ロデオFUCK 〜馬乗りGALSのハンパねぇ腰振り〜（4月19日、kira☆kira）共演:ayami
- 接吻先生春香の筆下ろし（4月25日、 美）
- 隣の妻は性処理相手（5月5日、タカラ映像）
- ワリキリ、ハミ乳娘貸し切り。 21（5月11日、プレステージ）
- 淫ラナ腰ツキ Vol.2（5月25日、 美）
- 欲張り主婦の性衝動 02 高学歴で高身長の巨乳妻（6月21日、プレステージ）
- 妻が会社を辞められない理由（7月21日、タカラ映像）
- 静寂に犯された人妻試験官（7月25日、マドンナ）
- 出張!なんでも家政婦ギャルズ（8月1日、Fitch）共演:武藤クレア
- タイトスカート女教師（8月1日、MOODYZ）
- ギャルだらけの逆チカン路線バス!8時間2枚組総集編全発射シーンもれなく収録SP!!（12月8日、GARCON）